# Marcelo Carracedo
Marcelo Carracedo (Buenos Aires, 16 aprile 1970) è un ex calciatore argentino, di ruolo centrocampista.